# Heliconius catharinae
Heliconius catharinae är en fjärilsart som beskrevs av Otto Staudinger och George Schatz 1885-1888. Heliconius catharinae ingår i släktet Heliconius och familjen praktfjärilar. Inga underarter finns listade i Catalogue of Life.